# 3116 Goodricke
3116 Goodricke eller 1983 CF är en asteroid i huvudbältet som upptäcktes den 11 februari 1983 av den amerikanske astronomen Edward L.G. Bowell vid Anderson Mesa Station. Den är uppkallad efter den brittiske astronomen John Goodricke.
Asteroiden har en diameter på ungefär 7 kilometer och den tillhör asteroidgruppen Flora.